# الفتح (مركز)
مركز الفتح، بمحافظة أسيوط فى مصر، عاصمته مدينة الناصرية.

## التقسيم الإداري
مركز الفتح يضم " 12 " وحدات محلية هي:
عرب العصارة - عرب مطير - عرب الأطاولة وبني عليج – بني مر – الأكراد بني زيد - المعصرة – الطوابيه - الواسطى – بصرة – الفيما – القصر.